# Eumacepolus yemensis
Eumacepolus yemensis är en stekelart som beskrevs av T.C. Narendran 2006. Eumacepolus yemensis ingår i släktet Eumacepolus och familjen puppglanssteklar. Inga underarter finns listade i Catalogue of Life.